# Computer Magic
Computer Magic —  электронный сольный проект американского музыкального продюсера Даниэлы «Danz» Джонсон из Бруклина. Danz также известна, как нью-йоркский DJ, блогер и графический дизайнер. На Computer Magic большое влияние оказало творчество Radiohead, Филипа К. Дика и Барбарелла.

## Биография
Детство Даниэлы Джонсон прошло в Катскилле в городах Вудридж и Рок Хилл, Нью-Йорк. Позже она переехала в Китайский квартал Нью-Йорка для обучения в Хантерском колледже. Её отец Ричард Джонсон был смотрителем ныне недействующего горнолыжного курорта The Big Vanilla at Davos.
В 15 лет Даниэла начала вести свой музыкальный блог Mewzick и продолжала блогерскую деятельность в течение учёбы в школе и колледже на zDanz. В возрасте 18 лет она стала работать диджеем в Нью-Йорке в Tribeca Grand Hotel и The Annex.
Danz начала писать музыку во время отъезда из Нью-Йорка в Тампу домой к матери. Там она самостоятельно научилась созданию музыки на ноутбуке, используя Ableton, тем самым дав начало Computer Magic.
По словам Danz, название Computer Magic является цитатой Viv Savage из фильма This Is Spinal Tap, «Quite exciting this computer magic!».
После нескольких месяцев сочинения музыки и бесплатных EP, она полетела в Лос-Анджелес, чтобы перезаписать некоторые демозаписи на White Iris, выпустив EP из четырёх песен на виниле. Затем Danz выпустила EP в сотрудничестве с французским лейблом Kitsuné, две полноценные записи в Японии на P-Vine/Tugboat Records.

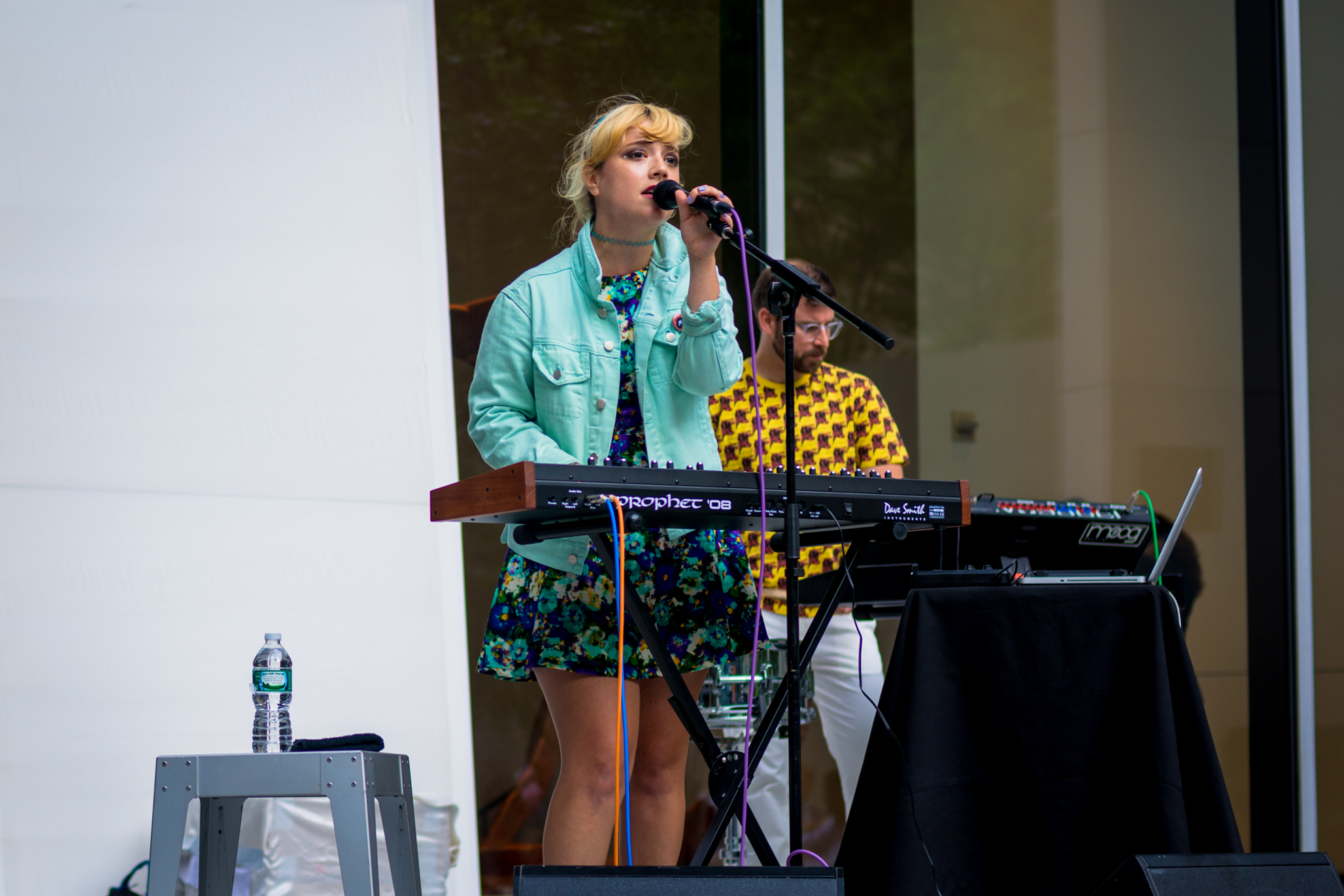
Во время выступления в Нью-Йорке. Июль 2014

## Дискография

### EP
- 2010: Hiding From Our Time — EP
- 2010: Hiding From More of Our Time — EP
- 2011: Electronic Fences — EP [Vinyl + Digital]
- 2011: Spectronic — EP
- 2012: Kitsuné:Orion — EP
- 2013: A Million Years / Another Science — EP [Vinyl + Digital]
- 2013: Extra Stuff — EP [Vinyl + Digital]

### Синглы
- 2011: The End of Time

### Кассеты
- 2011: Get a Job: Green Version [Kill/Hurt]
- 2011: Get a Job: Yellow Version [Kill/Hurt]
- 2014: Extra Stuff EP: Orange Version [Kill/Hurt]
- 2014: Extra Stuff EP: Clear Version [Kill/Hurt]

### Релизы только для Японии
- 2012: Scientific Experience
- 2013: Phonetics

## Музыкальные видео
- 2011: The End of Time
- 2012: Trinity
- 2013: A Million Years
- 2013: Moving Forward
- 2014: All I Ever Wanted